# Amanieu d’Albret
Amanieu d’Albret (* ca. 1478 in Frankreich; † 20. Dezember 1520 in Casteljaloux) war ein französischer Kardinal der Römischen Kirche.

## Leben

### Herkunft
Er war ein Sohn des Alain d’Albret, Sire d’Albret, 16. Herr von Albret, Vizegraf von Tartas, 2. Graf von Graves und Graf von Castres. Die Familie war mit dem französischen Königshaus Valois verwandt. Amanieu d’Albrets Bruder Jean wurde als Johann III. Mitkönig von Navarra. Sein Onkel war der Kardinal Louis d’Albret, seine Schwester Charlotte d’Albret, Dame de Chalus (1480–1514) war verheiratet mit Kardinal Cesare Borgia, welcher daher Amanieu d’Albrets Schwager war.

### Kirchliche Laufbahn
Amanieu d’Albret begann seine Laufbahn als Apostolischer Protonotar. Er war Archimandrit in San Rufo in der Diözese Valencia. Am 17. April 1499 wurde er zum Kommendatarabt des Prämonstratenserklosters Grâce-Dieu à la Castelle im Bistum Aire sowie der Benediktinerabtei Saint Vincent de Lucq im Bistum Oloron ernannt.
Am 19. Juli 1499 wurde er zum Apostolischen Administrator von Comminges ernannt. Am 13. September oder 15. Oktober desselben Jahres wurde er auch zum Apostolischen Administrator von Condom ernannt, aber diesen Sitz nahm er wohl nie in Besitz. Vom 4. Mai bis 10. Oktober 1500 war er Apostolischer Administrator von Oloron.
Im Konsistorium vom 20. März 1500 erhob ihn Papst Alexander VI. zum Kardinal in pectore. Er wurde am 28. September desselben Jahres verkündet und am 5. Oktober 1500 erhielt er die Titeldiakonie von San Nicola in Carcere.
Am 14. März 1502 wurde Kardinal d’Albret zum Apostolischen Administrator von Pamiers ernannt, worauf er 1506 verzichtete. Am 21. Juni 1502 schickte ihn der Papst heimlich nach Savona, um den Kardinal Giuliano della Rovere nach Rom zurückzubringen, aber er musste zurückkehren, ohne die Mission beenden zu können.
Er nahm an den beiden Konklaven von 1503 teil, die Papst Pius III. und Papst Julius II. wählten. Nach diesem letzten Konklave musste er Rom verlassen, da er sich der Partei der französischen Kardinäle gegen Julius II. angeschlossen hatte und sich an der Verschwörung gegen ihn beteiligte. Im Konsistorium vom 4. Oktober 1511 wurde ihm die Exkommunikation angedroht. Er nahm an dem schismatischen Conciliabulum von Pisa teil. Er nahm nicht am Konklave 1513 teil, das Papst Leo X. wählte, der ihn jedoch am 24. April 1514 freisprach.
Von 1505 bis 1520 war er Abt der Abtei Saint-Pierre de Brantôme.
Amanieu d’Albret wurde ferner zum Apostolischen Administrator weiterer Diözesen ernannt:
- von Vannes vom 8. Januar bis 14. Oktober 1504;
- von Bazas vom 4. Dezember 1504 bis zu seinem Tod;
- von Lescar vom 6. Oktober 1507 bis zum 20. Juni 1515;
- von Pamplona vom 13. Mai 1510 bis 1512 und dann von 1517 bis zu seinem Tod;
- von Pamiers vom 15. Mai bis 18. August 1514 und erneut vom 23. Juni 1515 bis zu seinem Tod;
- von Couserans vom 20. bis 25. Juni 1515.

Er starb in Casteljaloux bei Bazas und wurde dort begraben.

### Nachkommen
Ungeachtet seiner kirchlichen Stellung hatte Amanieu d’Albret drei außereheliche Kinder, einen Sohn und zwei Töchter.